# Équipe d'Iran masculine de handball
Maillots
Dernière mise à jour : 19 février 2025.
L'équipe d'Iran masculine de handball représente la Fédération de handball de la République islamique d'Iran (en) lors des compétitions internationales, notamment aux championnats d'Asie et, pour la première fois en 2015, aux championnats du monde.

## Palmarès
Jeux asiatiques
- 2010
- 2006

Championnats d'Asie
- 2014

## Résultats en compétitions internationales
| Jeux olympiques Aucune participation Championnats du monde - 2015 : 21e - 2023 : 24e Jeux asiatiques - 1986 : 5e - 1998 : 4e - 2006 : - 2010 : - 2014 : 4e - 2018 : 5e - 2023 : 5e | Championnats d'Asie - 1989 : 8e - 1991 : 11e - 1993 : 9e - 2000 : 5e - 2002 : 5e - 2004 : 7e - 2006 : 4e - 2008 : 4e - 2010 : 7e - 2012 : 5e - 2014 : - 2016 : 5e - 2018 : 5e - 2020 : 6e - 2022 : 4e - 2024 : 6e |

## Personnalités

### Joueurs célèbres
- Iman Jamali, ensuite naturalisé hongrois

### Sélectionneurs
Parmi les sélectionneurs, on trouve :
- Iouri Klimov (de) : de 2006 à 2008
- Iouri Kidiaïev (de) : de 2009 à 2010
- Borut Maček (no) : en 2010
- Ivica Rimanić : de 2011 à 2012
- Rafael Guijosa : de 2013 à 2014
- Borut Maček (no) (2) : de 2014 à 2015
- Irfan Smajlagić : de 2015 à 2016
- Mohsen Taheri : en 2016
- Alireza Habibi : en 2017
- Borut Maček (no) (3) : en 2017
- Zoran Kastratović : en 2018
- Alireza Habibi : de 2019 à 2020
- Manuel Montoya : de 2021 à 2022
- Veselin Vujović : de 2022 à 2023
- Majid Rahimizadeh : de 2023 à 2024
- Rafael Guijosa : depuis 09/2024